# Gyrinini
Los girininos (Gyrinini) son una tribu de coleópteros adéfagos  perteneciente a la familia Gyrinidae. 

## Géneros
Tiene los siguientes géneros.
- Aulonogyrus - Gyrinus - Metagyrinus[1]